# Ruschia truteri
Ruschia truteri är en isörtsväxtart som beskrevs av L. Bol. Ruschia truteri ingår i släktet Ruschia och familjen isörtsväxter. Inga underarter finns listade i Catalogue of Life.